# Enoil-(acil-nosilac-protein) reduktaza (NADPH, A-specifična)
Enoil-(acil-nosilac-protein) reduktaza (A-specifična) (EC 1.3.1.39, acil-ACP dehidrogenaza, enoil-(acil nosilac protein) (redukovani nikotinamid adenin dinukleotid fosfat) reduktaza, NADPH 2-enoil Co A reduktaza, enoil-ACp reduktaza, enoil-(acil-nosilac-protein) reduktaza (2, A-specifična), acil-(acil-nosilac-protein):+ oksidoreduktaza (A-specifična)) je enzim sa sistematskim imenom acil-(acil-nosilac protein):+ oksidoreduktaza (A-specifična). Ovaj enzim katalizuje sledeću hemijsku reakciju
acil-[acil-nosilac protein] + + {\displaystyle \rightleftharpoons } trans-2,3-dehidroacil-[acil-nosilac protein] + +
Ovaj jetreni enzim je A-specifičan u pogledu NADP+, cf. EC 1.3.1.10, enoil-[acil-nosilac-protein] reduktaza (NADPH, B-specifična).

## Literatura
- Nicholas C. Price; Lewis Stevens (1999). Fundamentals of Enzymology: The Cell and Molecular Biology of Catalytic Proteins (Third изд.). USA: Oxford University Press. ISBN 019850229X.
- Eric J. Toone (2006). Advances in Enzymology and Related Areas of Molecular Biology, Protein Evolution (Volume 75 изд.). Wiley-Interscience. ISBN 0471205036.
- Branden C; Tooze J. Introduction to Protein Structure. New York, NY: Garland Publishing. ISBN 0-8153-2305-0.
- Irwin H. Segel. Enzyme Kinetics: Behavior and Analysis of Rapid Equilibrium and Steady-State Enzyme Systems (Book 44 изд.). Wiley Classics Library. ISBN 0471303097.

## Spoljašnje veze
- Enoyl-(acyl-carrier-protein)+reductase+(NADPH,+A-specific) на 